# Euthalia derma
Euthalia derma är en fjärilsart som beskrevs av Vincenz Kollar 1848. Euthalia derma ingår i släktet Euthalia och familjen praktfjärilar. Inga underarter finns listade i Catalogue of Life.